# ایوان درونتسکی
ایوان درونتسکی (انگلیسی: Ivan Derventski; ۱۲ ژوئن ۱۹۳۲ – ۴ دسامبر ۲۰۱۸) بازیکن فوتبال اهل بلغارستان بود.
از باشگاه‌هایی که در آن بازی کرده است می‌توان به باشگاه فوتبال لفسکی صوفیه اشاره کرد.
وی همچنین در تیم ملی فوتبال بلغارستان بازی کرده است.